# Mitologia turcă
Mitologia turcă este numele dat întregului mitologic în care credeau vechile popoare turcice. Legendele conțin teme sociale și culturale, mai degrabă decât să conțină elemente ale Tengriismului, vechea credință comună a poporului turc. Unele dintre acestea au fost ulterior înlocuite cu elemente islamice. Lucrările originale ale epopeilor Dede Korkut, considerate unul dintre cele mai vechi documente literare din lume, se află în bibliotecile Vaticanului și Dresda. Are asemănări cu mitologia civilizațiilor egeene⁠(d) și ale Anatoliei⁠(d).
Potrivit multor cercetători, mitologia turcă s-a dezvoltat de-a lungul timpului de la o bază monoteistă la o formă politeistă, la fel ca tengriismul. În plus, zoroastrismul, religia maniheică și budismul, cu care popoarele istorice turcești au intrat în contact, au moștenit și ele urme din mitologia turcilor. Prin urmare, poate fi mai corect ca „mitologia turcă”, care este o definiție generală, să fie numită „mitologii turcești”, având în vedere diferitele elemente din credință.